# エズレル平野
エズレル平野（エズレルへいや、英語: Jezreel Valley）は、イスラエルの北部地区に東西に広がる平野で、肥沃な土地として知られている。エズレルの谷、エスドラエロン（ギリシャ語名）または単にイズレエルとも呼ばる。

## 概要
エズレル平野はイスラエルの北部地区の南部に東西へ広がる平野で、北には下ガリラヤ山地（タボル山など）の山々が、南にはギルボア山があり、西はカルメル山から東はベト・シェアンの町やヨルダン川までをいう。肥沃な地として知られていて、平野の中ほどにはアフラの町などがある。平野の名称はイズレエルの町から取っている。
「エズレルの谷」は旧約聖書にさまざまな言及がある（士師記第6章33節、ギデオンの戦いなど）。ここはエジプトからシリアへ抜ける要衝に当たり、歴史上さまざまな戦いがあった。

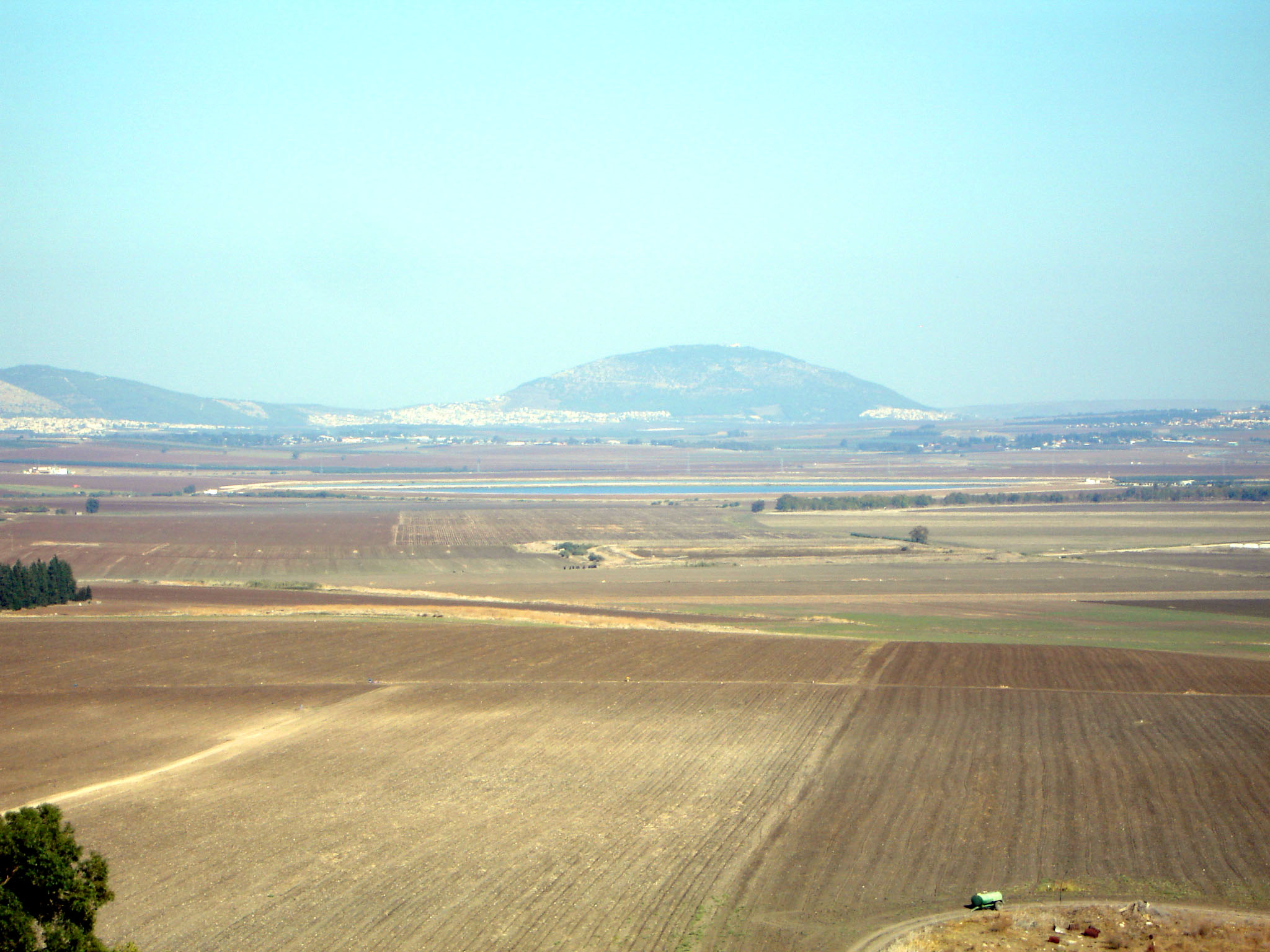
エズレル平野とタボル山
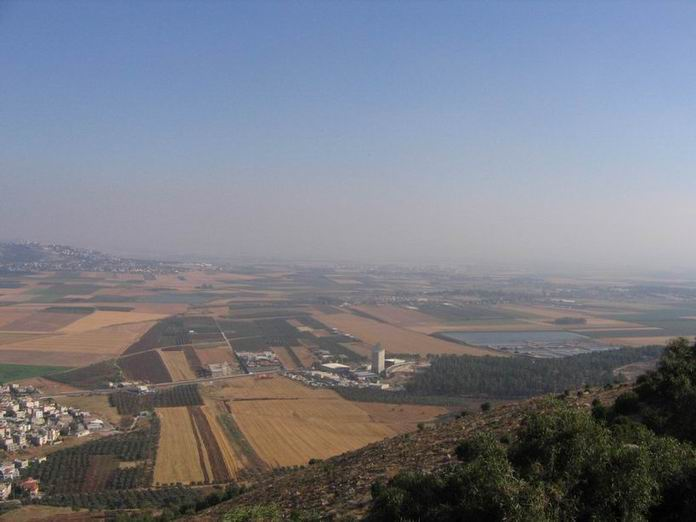
ナザレト・イリットから見るエズレル平野